# Tristan de Clermont
Barthélemy de Clermont, genannt Tristan (in Italien Tristano di Chiaromonte, † 3. Januar 1441 in Copertino) Conte di Copertino und Seigneur de Clermont-Lodève, aus der Familie Guilhem de Clermont-Lodève war ein französischer Ritter, der in der zweiten Hälfte seines Lebens im Königreich Neapel eine bedeutende Rolle spielte.

## Leben
Er war der zweite Sohn von Déodat Guilhem de Clermont († 1418), Seigneur de Saint-Gervais, de Clermont, Vicomte de Nébouzan; wer von den beiden Ehefrauen Déodats seine Mutter war, ist nicht bekannt: die namentlich unbekannte erste Ehefrau, die mütterlicherseits eine Nichte des Vicomte de Narbonne war, oder Elisabeth/Isabeau de Roquefeuil († nach 1427), mit der Déodat 1379 bereits verheiratet war.
1414 – sein Vater war zu dieser Zeit Seigneur de Clermont – folgte er Jacques II. de Bourbon, Comte de La Marche, nach Neapel, wo dieser im Jahr darauf Königin Johanna II. heiratete. Er selbst heiratete dort Caterina Orsini del Balzo, Contessa di Copertino († vor 1431), Tochter von Raimondo Orsini del Balzo, Fürst von Tarent, und Maria d’Enghien (Haus Les Baux), deren Hand er als Belohnung für die Befreiung Maria d’Enghiens aus der Gefangenschaft des Königs Ladislaus von Neapel († 6. August 1414) erhielt.
1423 erbte er nach dem Tod seines kinderlosen älteren Bruders Arnaud Guilhem de Clermont den Familienbesitz in Südfrankreich. Im Juli 1424 nahm er auf der Burg Roquecourbe (bei Castres) an der Hochzeit von Jacques de Bourbons Tochter Eléonore (Jacques war auch Graf von Castres) und Bernard de Pardiac teil. Zwischen dem 20. Oktober 1424 und dem 1. November 1424 hielt er sich in Venedig auf, wo er um Erlaubnis bat, eine Galeere zu mieten, die ihn nach Lecce bringen sollte. Im Juli 1431 ist er in Béziers bezeugt.
Die Kinder Tristans und Catarinas sind:
1. Raymond de Clermont († kurz nach seinem Vater und vor Oktober/November 1435)
2. Isabelle de Clermont (Isabella di Chiaromonte) († 24. März 1465), bestattet in San Pietro in Neapel, Herrin von Tarent; ⚭ 1444[4] Ferrante I., König von Neapel († 25. Januar 1494), unehelicher Sohn von König Alfons V. von Aragon, Neapel und Sizilien, und wohl Margarita de Hijar de Giraldona Carlino
3. Sancie de Clermont (Sancia di Chiaromonte), Contessa di Copertino; ⚭ Francesco del Balzo, Duca d’Andria († 1482), Sohn von Guglielmo del Balzo, Duca d’Andria, und Maria Brunforta (Haus Les Baux)
4. Antoinette de Clermont († nach 12. September 1444[5]), Dame de Clermont; ⚭ Pons (II.) de Caylus-de-Castelnau († wohl zwischen 30. Mai 1472 und März 1475), ihr Vetter, Oktober/November 1435 Seigneur de Clermont, Vicomte de Nébouzan (de iure uxoris), Sohn von Pons de Caylus, Seigneur de Castelnau-Brétenoux und Calmont-d’Olt, und Bourguine de Clermont

Nach dem Tod seiner Ehefrau verlobte sich Tristan de Clermont per Vertrag vom 26. Februar 1431 (neuer Stil) mit Louise de La Tour († 14. Juni 1471), Tochter von Bertrand IV. de La Tour, Seigneur de La Tour, und Marie de Montgascon, Comtesse d’Auvergne et de Boulogne (La Tour d’Auvergne). Die Verlobung muss später aufgelöst worden sein, da am 22. Februar 1433 ein Ehevertrag für Louise de La Tour und Claude de Montaigu (Älteres Haus Burgund) geschlossen wurde, und Tristan de Clermont zu dieser Zeit noch lebte.
Tristan de Clermont ist zuletzt am 15. November 1433 bezeugt. Im Oktober/November 1435 wird sein Schwiegersohn Pons de Caylus als Seigneur de Clermont und Vicomte de Nébouzan bezeichnet. Er starb am 3. Januar 1441 in Copertino und wurde in der dortigen Stiftskirche bestattet.